# Ulrich Mell
Ulrich Mell (* 30. März 1956 in Neumünster, Holstein) ist ein deutscher evangelischer Theologe. Von 2001 bis 2022 war Mell ordentlicher Professor für Evangelische Theologie und ihre Didaktik an der Wirtschafts- und Sozialwissenschaftlichen Fakultät der Universität Hohenheim (Stuttgart).

## Leben
Ulrich Mell studierte Pädagogik in Hannover und Kiel und evangelische Theologie in Kiel und Tübingen. Danach war er Vikar der Nordelbischen Evangelisch-lutherischen Kirche in Lübeck. Von 1983 bis 1998 war Mell wissenschaftlicher Mitarbeiter, anschließend Assistent und Oberassistent am Institut für Neutestamentliche Wissenschaft und Judaistik an der Theologischen Fakultät der Christian-Albrechts-Universität zu Kiel bei Jürgen Becker. Dort wurde er 1988 mit einer Arbeit über Neue Schöpfung bei Paulus promoviert und habilitierte sich im Fach Neues Testament 1993 mit einer Studie zur Jerusalemszene im Markusevangelium. Von 1998 bis 2001 vertrat er den Lehrstuhl Bibelwissenschaften (Altes Testament/Neues Testament) an der Pädagogischen Hochschule bzw. an der wiedergegründeten Universität in Erfurt.

## Forschungsschwerpunkte
Mells Forschungsinteressen sind die Gleichnisreden des historischen Jesus, das Corpus Paulinum und das Markusevangelium sowie die Geschichte und Theologiegeschichte des Urchristentums, besonders in Syrien (Antiochia).

## Mitgliedschaften
- Wissenschaftliche Gesellschaft für Theologie

## Schriften

### Als Verfasser
- Neue Schöpfung. Eine traditionsgeschichtliche und exegetische Studie zu einem soteriologischen Grundsatz paulinischer Theologie (= BZNW, Bd. 56). de Gruyter, Berlin 1989, ISBN 3-11-011831-9 (überarbeitete Dissertation).
- Die „anderen“ Winzer. Eine exegetische Studie zur Vollmacht Jesu Christi nach Markus 11,27–12,34. (= WUNT, Bd. 77) J.C.B Mohr (Paul Siebeck), Tübingen 1994. ISBN 3-16-146301-3 (Habilitationsschrift).
- Die Zeit der Gottesherrschaft. Zur Allegorie und zum Gleichnis von Markus 4,1–9. (= BWANT, Bd. 144). Kohlhammer, Stuttgart 1998, ISBN 3-17-015896-1.
- Biblische Anschläge. Ausgewählte Aufsätze. (= ABG, Bd. 30), Evangelische Verlagsanstalt, Leipzig 2009, ISBN 978-3-374-02682-1.
- Christliche Hauskirche und Neues Testament. Die Ikonologie des Baptisteriums von Dura Europos und das Diatessaron Tatians. (= NTOA, Bd. 77). Vandenhoeck & Ruprecht, Göttingen 2010, ISBN 978-3-525-53394-9.
- Das Evangelium in einem rhetorischen Brief. Ein Kommentar zum 1. Thessalonicherbrief (= WMANT, Bd. 166). Vandenhoeck & Ruprecht, Göttingen 2023, ISBN 978-3-525-56079-2 (englische Übersetzung: Gospel as Letter: A Commentary on 1 Thessalonians. Fortress Press, Minneapolis 2025, ISBN 979-8-88983-370-3).

### Als Herausgeber
- Die Gleichnisreden Jesu 1899–1999. Beiträge zum Dialog mit Adolf Jülicher (= BZNW, Bd. 103). de Gruyter, Berlin 1999, ISBN 3-11-016753-0.
- Pflanzen und Pflanzensprache der Bibel. Lang, Frankfurt am Main 2006, ISBN 3-631-52731-4.
- mit Ulrich Fellmeth: Pilgerwege ins „Heilige Land“. Beiträge zur Religionsgeografie der Alten Kirche. Lang, Frankfurt am Main 2013, ISBN 978-3-631-60025-2.
- mit Michael Tilly: Gegenspieler. Zur Auseinandersetzung mit dem Gegner in frühjüdischer und urchristlicher Literatur (= WUNT, Bd. 428). Mohr Siebeck, Tübingen 2019. ISBN 978-3-16-156096-5.
- mit Michael Tilly: Der 1. Thessalonicherbrief und die frühe Völkermission des Paulus (= WUNT, Bd. 479). Mohr Siebeck, Tübingen 2022, ISBN 978-3-16-160690-8.
- mit Dieter Sänger, Paulus und Johannes. Exegetische Studien zur paulinischen und johanneischen Theologie und Literatur (= WUNT, Bd. 198). Mohr Siebeck, Tübingen 2006. ISBN 3-16-149064-9.